# Еспен Ескос
Еспен Ескос (норв. Espen Eskås; 24 червня 1988, Осло) — норвезький футбольний арбітр. Судить матчі в норвезькій лізі Елітесеріен з 2015 року. Арбітр ФІФА та УЄФА з 2017 року. Він також судив матчі у Молодіжній лізі УЄФА.

## Суддівська кар'єра
6 липня 2017 року Ескос дебютував у єврокубках під час матчу між «Б36 Торсгавн» і «Нимме Калью» в рамках попереднього раунду Ліги Європи УЄФА. Матч завершився з рахунком 1–2.
Він відсудив свій перший міжнародний матч 9 вересня 2019 року, коли Латвія програла Північній Македонії з рахунком 0–2.
На чемпіонаті Європи до 17 років 2019 року в Ірландії Ескос судив чотири матчі, включаючи фінал між Нідерландами та Італією (4–2). Він був призначений четвертим арбітром на чемпіонаті Європи 2021 року U-21 в Словенії та Угорщині.